# Sterijina nagrada
Sterijina nagrada je skup nagrada koje se dodjeljuje tijekom Sterijinog pozorja, manifestacije koja se svake godine održava u čast Jovanu Steriji Popoviću, književniku i komediografu. Sterijine nagrade spadaju među najuglednije nagrade u području kazališne umjetnosti u Srbiji.
Dodjeljuje se sljedeće nagrade:
- Sterijina nagrada za najbolju predstavu
- Sterijina nagrada za tekst suvremene domaće drame
- Sterijina nagrada za režiju
- Sterijina nagrada za glumačko ostvarenje
- Sterijina nagrada za scenografsko ostvarenje
- Sterijina nagrada za kostimografsko ostvarenje
- Sterijina nagrada za izvornu scensku glazbu
- Sterijina nagrada za scenski pokret
- posebna Sterijina nagrada